# مایک ایوانز (نویسنده)
مایکل دیوید ایوانز (انگلیسی: Michael David Evans؛ زادهٔ ۳۰ ژوئن ۱۹۴۷) نویسنده، روزنامه نگار و مفسر آمریکایی است. ایوانز چندین کتاب نوشته است و تحلیل و تفسیری در مورد مسائل خاورمیانه ارائه کرده است. او مؤسس چندین سازمان مسیحی محافظه‌کار سیاسی است و به‌عنوان رئیس آن‌ها فعالیت می‌کند.